# Tukwila (プロセッサ)
TukwilaはインテルのItaniumプロセッサファミリの次世代のコードネームであり、Itanium 2とMontecitoの後継となる。2010の第一四半期にOEMに出荷される予定である。詳細な機能は公開されていないが複数のプロセッサコア(マルチコア)と同時マルチスレッディング (SMT) の両技術を活用すると言われている。このプロジェクトに従事しているエンジニアはDEC Alphaプロジェクト、特にAlpha 21464(EV8)に携わっていたといわれており、それはSMTを主眼として開発された。